# Annett Kamenz
Annett Kamenz (* 10. Januar 1976 in Halle (Saale)) ist eine ehemalige deutsche Duathletin und Triathletin.

## Werdegang
Nach dem Abschluss ihres Studiums an der Universität Mannheim hatte Annett Kamenz 2003 die Möglichkeit, in Edmonton zu arbeiten und sie übersiedelte nach Kanada.
Dort fing sie 2004 mit dem Triathlon an, startete 2005 auf der ersten Mitteldistanz und 2006 in Kanada bei ihrem ersten Ironman (3,8 km Schwimmen, 180 km Radfahren und 42,2 km Laufen).
Die heute in Edmonton in Kanada lebende ist Mitglied im Triathlonverein Dresden und ihre Spitznamen sind Netti oder Enso. Seit 2012 tritt sie nicht mehr international in Erscheinung.

## Sportliche Erfolge
| Datum/Jahr    | Rang | Wettbewerb                      | Austragungsort | Zeit     | Bemerkung                                                   |
| ------------- | ---- | ------------------------------- | -------------- | -------- | ----------------------------------------------------------- |
| 1. Juli 2012  | 5    | The Great White North Triathlon | Stony Plain    | 04:37:38 | hinter der Kanadierin Danelle Kabush                        |
| 25. Okt. 2009 | 8    | Ironman 70.3 Austin             | Austin         |          | mit persönlicher Bestzeit für den Halbmarathon (01:26:42 h) |
| 30. März 2008 | 22   | Ironman 70.3 California         | Oceanside      | 04:56:50 |                                                             |
| 2004          | 3    | Schlosstriathlon Moritzburg     | Moritzburg     | 02:29:31 |                                                             |

| Datum/Jahr    | Rang | Wettbewerb         | Austragungsort | Zeit     | Bemerkung                                                                       |
| ------------- | ---- | ------------------ | -------------- | -------- | ------------------------------------------------------------------------------- |
| 25. Nov. 2012 | 68   | Ironman Mexico     | Cozumel        | 11:23:14 |                                                                                 |
| 22. Juli 2012 | 3    | Ironman UK         | Bolton         | 10:21:58 | [ 3 ]                                                                           |
| 7. Aug. 2011  | 2    | Ironman Regensburg | Regensburg     | 09:28:23 | mit persönlicher Ironman-Bestzeit                                               |
| 21. Nov. 2010 | 11   | Ironman Arizona    | Tempe          | 09:49:18 |                                                                                 |
| 29. Aug. 2010 | 11   | Ironman Canada     | Penticton      | 10:08:41 | auf der Ironman-Distanz (3,8 km Schwimmen, 180 km Radfahren und 42,2 km Laufen) |
| 29. Nov. 2009 | 6    | Ironman Mexico     | Cozumel        | 09:59:20 | bei der Erstaustragung                                                          |
| 26. Aug. 2007 | DNF  | Ironman Canada     | Penticton      | –        |                                                                                 |
| 27. Aug. 2006 |      | Ironman Canada     | Penticton      | 10:59:55 | Vierter Rang in der Altersgruppe W30–34                                         |

| Datum/Jahr    | Rang | Wettbewerb     | Austragungsort | Zeit     | Bemerkung |
| ------------- | ---- | -------------- | -------------- | -------- | --------- |
| 23. Aug. 2009 | 5    | Xterra Alberta | Canmore        | 02:12:27 | [ 7 ]     |

| Datum/Jahr    | Rang | Wettbewerb       | Austragungsort | Zeit     | Bemerkung                   |
| ------------- | ---- | ---------------- | -------------- | -------- | --------------------------- |
| 21. Okt. 2007 | 6    | Dresden-Marathon | Dresden        | 01:28:18 | auf der Halbmarathondistanz |

DNF – Did Not Finish